# Red Dead
Red Dead is een reeks van computerspellen uitgegeven door Rockstar Games. De serie omvat Red Dead Revolver, Red Dead Redemption en Red Dead Redemption 2. De spellen hebben het Wilde Westen in de vroege twintigste eeuw als hoofdthema. In Red Dead Revolver werden voor het eerst verschillende spaghettiwestern-elementen samengevoegd, waaronder de muziek van Ennio Morricone.

## Red Dead Revolver
Red Dead Revolver speelt zich af in de jaren 80 van de 19de eeuw. Red Harlow is een premiejager die wraak neemt voor de moord op zijn ouders. Het spel werd ontwikkeld door Capcom en is gebaseerd op Gun.Smoke dat het bedrijf uitbracht in 1985. In 2002 werd de ontwikkeling gestaakt. Rockstar Games kocht het spel en zette de ontwikkeling voort. Door het accent te verleggen van een Amerikaanse western naar een spaghettiwestern kon er meer geweld toegevoegd worden en werden de personages uitbundiger. Het spel imiteerde de films in hetzelfde genre en maakte gebruik van muziek van Ennio Morricone.

## Red Dead Redemption
Red Dead Redemption kwam in 2010 uit voor de PlayStation 3 en Xbox 360. Het spel deelt veel gameplaykenmerken met Grand Theft Auto IV, dat ook in de Rockstar Advanced Game Engine is gebouwd. De game vertelt het verhaal van de voormalig vogelvrij verklaarde John Marston, die door de Amerikaanse overheid is opgedragen zijn voormalige criminele compagnons op te sporen. Marston ontmoet op zijn reis door het Zuidwesten van de Verenigde Staten en Noordwest-Mexico vele karakters waarvoor hij opdrachten moet uitvoeren om zo zijn zoektocht voort te kunnen zetten.

## Red Dead Redemption 2
Red Dead Redemption 2  kwam op 26 oktober 2018 voor PlayStation 4 en Xbox One uit. Het spel speelt zich vóór de gebeurtenissen in Red Dead Redemption af. De speler speelt als Arthur Morgan, die deel uitmaakt van de bende waar John Marston uit Red Dead Redemption ook in zat. 